# Petrálona (métro d'Athènes)
Pour les articles homonymes, voir Petra.
Pour le quartier, voir Petrálona.
Petrálona (en grec moderne : Σταθμός Πετράλωνα) est une station de la ligne 1 (verte) du métro d'Athènes. Elle est située dans le quartier éponyme, à Athènes en Grèce.

## Situation sur le réseau

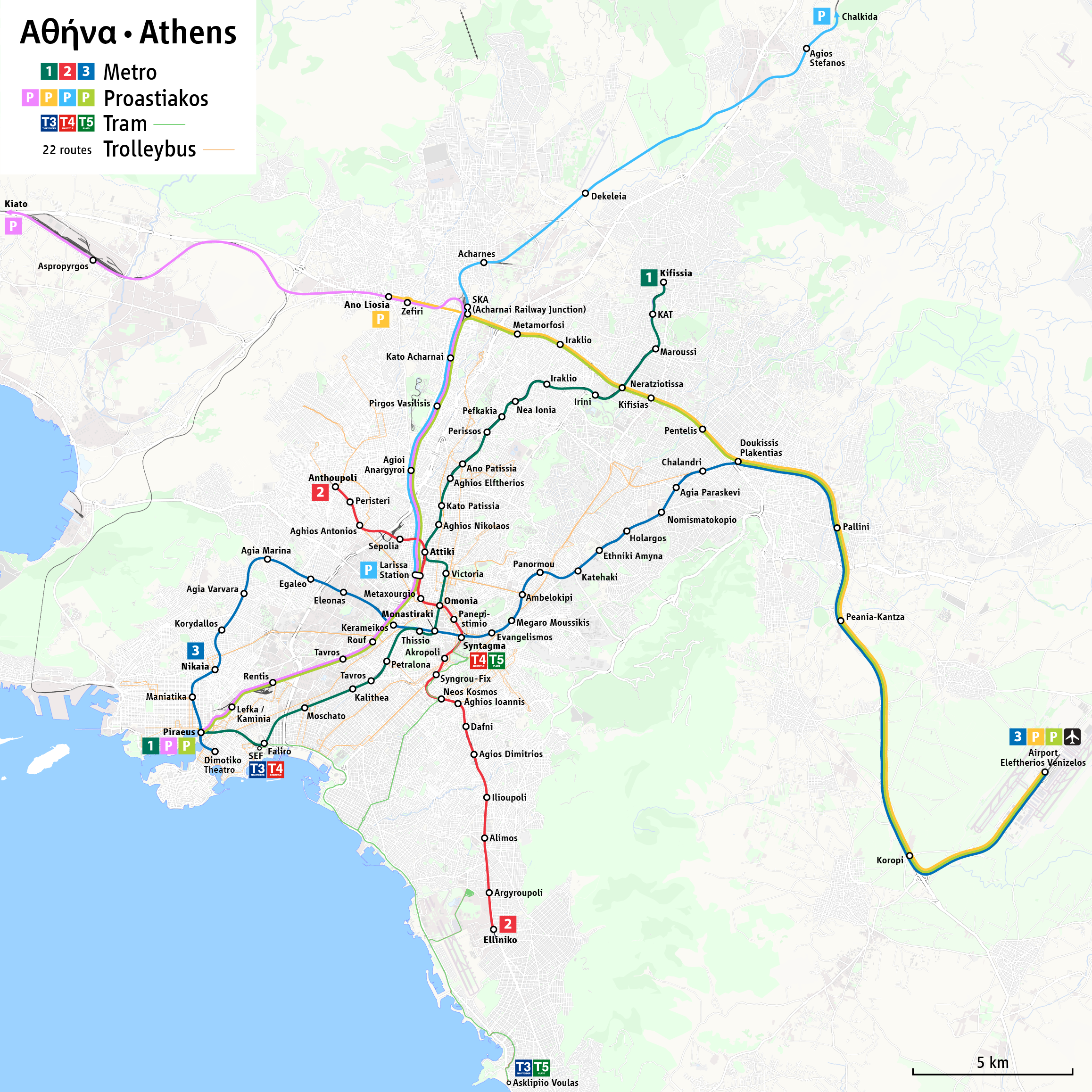
Plan des réseaux (2020)

Établie en surface, Petrálona est une station de passage de la ligne 1 du métro d'Athènes, établie entre la station Távros, en direction du terminus Le Pirée, et la station Thissío, en direction du terminus Kifissiá.

## Histoire
La station de Petrálona est mise en service le 22 novembre 1954.

## Services aux voyageurs

### Accès et accueil
La station est accessible depuis les deux côtés de la rue Thessaloníkis à son extrémité sud. Les deux quais sont reliés par une passerelle équipée d'ascenseurs et d'escaliers mécaniques.

### Desserte

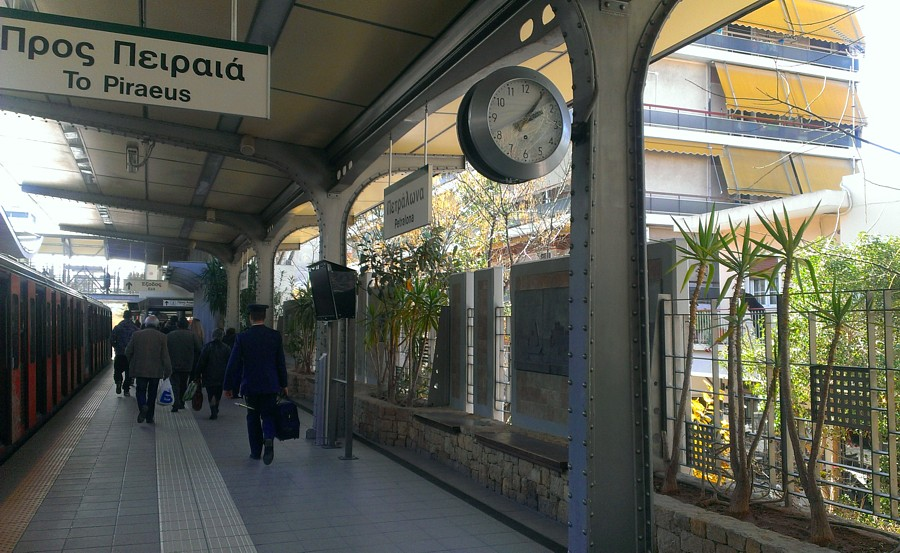
Un quai et desserte de la station.

Petrálona est desservie par les rames qui circulent sur la ligne 1 du métro d'Athènes.

### Intermodalité
Elle dispose à proximité d'un arrêt des Trolleybus desservi par la ligne 15 et par des arrêts de bus desservis par les lignes 035, 227 et 500.